# András Balczó
András Balczó   (Kondoros, 16 d'agost de 1938) és un pentatlista modern hongarès, ja retirat, guanyador de cinc medalles olímpiques. És considerat un dels atletes més importants de la història del pentatló modern. Està casat amb la gimnasta i també medallista olímpica Mónika Császár.

## Carrera esportiva
Va participar, als 22 anys, en els Jocs Olímpics d'Estiu de 1960 realitzats a Roma (Itàlia), on va aconseguir guanyar la medalla d'or en la prova per equips masculins de pentatló modern i, on a més, va finalitzar quart en la prova individual. Absent en els següents Jocs, reaparegué en els Jocs Olímpics d'Estiu de 1968 celebrats a Ciutat de Mèxic (Mèxic), on va aconseguir guanyar la medalla d'or en la prova per equips i la medalla de plata en la prova individual. En els Jocs Olímpics d'Estiu de 1972 realitzats a Múnic (Alemanya Occidental) aconseguí guanyar la medalla d'or en la prova individual i la medalla de plata en la prova per equips.
Al llarg de la seva carrera ha guanyat 19 medalles en el Campionat del Món de pentatló modern, entre elles 10 medalles d'or, 7 medalles de plata i dos medalles de bronze.